# 三越伊勢丹
三越伊勢丹（日语：／ Mitsukoshi Isetan */?）是日本百貨控股企業三越伊勢丹控股旗下全資子公司，主要在關東地方經營三越、伊勢丹這兩個百貨品牌。

## 沿革
三越、伊勢丹兩家日本連鎖百貨公司在2008年合資成立控股公司「三越伊勢丹控股」後，兩家百貨公司的公司法人－－株式會社三越以及株式會社伊勢丹，成為前述控股公司的全資子公司。至2011年4月，兩家公司以株式會社三越為存續公司，合併為「三越伊勢丹」，總部設置於伊勢丹的新宿區本店內。這兩家百貨公司均起源於東京的吳服店，是歷史悠久的企業。三越是日本最古老的百貨公司，起源於江戶時代的三井越後屋吳服店，是三井集團（舊三井財閥）的源流企業。登記上的本店位於東京都新宿區新宿3丁目的伊勢丹新宿店內。札幌市、仙台市、新潟、靜岡市、名古屋市、廣島市、高松市、松山、福岡市等9個城市，以及關西地區（京都和大阪）的各店鋪，由三越伊勢丹集團的別公司分別運營。
伊勢丹新宿店、三越日本橋本店、三越銀座店是該公司的主力店鋪。其中，新宿伊勢丹在時尚和美容領域深受年輕族群喜愛，百貨公司店鋪銷售額位居日本第一（零售業整體也位居日本第一）。2022年度新宿伊勢丹的銷售額達到3,276億日元（包括三越和伊勢丹的外商營業），超越了泡沫經濟時期，創下歷史新高。此外，日本橋三越本店作為日本最古老的百貨公司，於1904年發表了「百貨店宣言」，其本館建築被指定為重要文化財，憑藉其歷史和品牌力，深受中高齡富裕階層的支持。近年來，該公司積極撤出地方和郊區的虧損店鋪，將經營資源集中於東京的旗艦三店。然而2020年10月，三越伊勢丹控股的杉江社長表示，計劃在近年來增加的百貨店空白地帶的地方城市，利用視訊會議系統和三越伊勢丹的線上商店，開設40至50家小型店鋪。
近年來，百貨店業界主流的不動產事業（如百貨店內的購物中心化等）方面，三越伊勢丹的營業利益中不動產事業佔比約27%，與大丸松坂屋百貨店和J. Front Retailing（擁有PARCO）的44%以及高島屋的39%相比，比例較低。

## 店舗

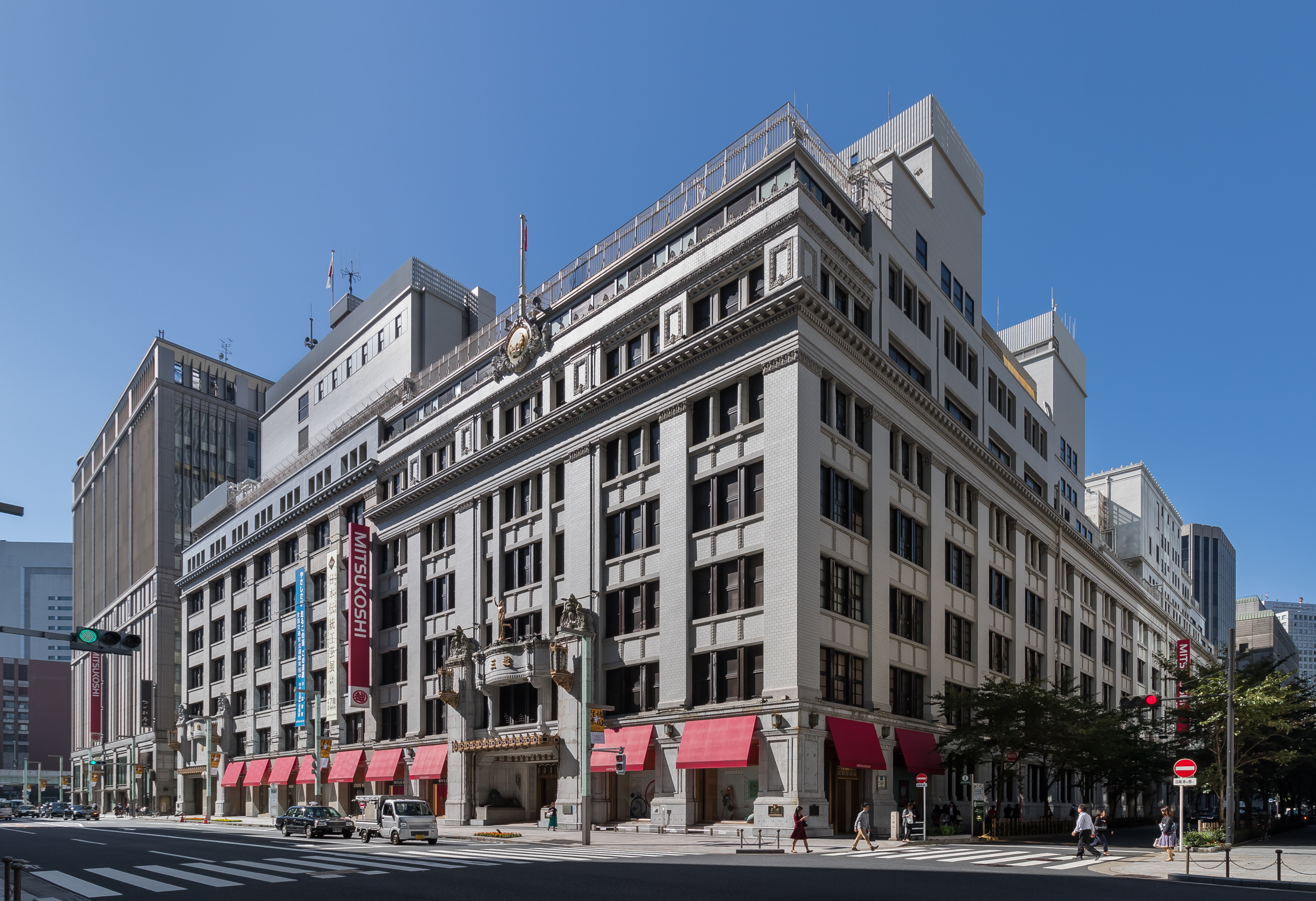
日本橋三越本店

### 三越

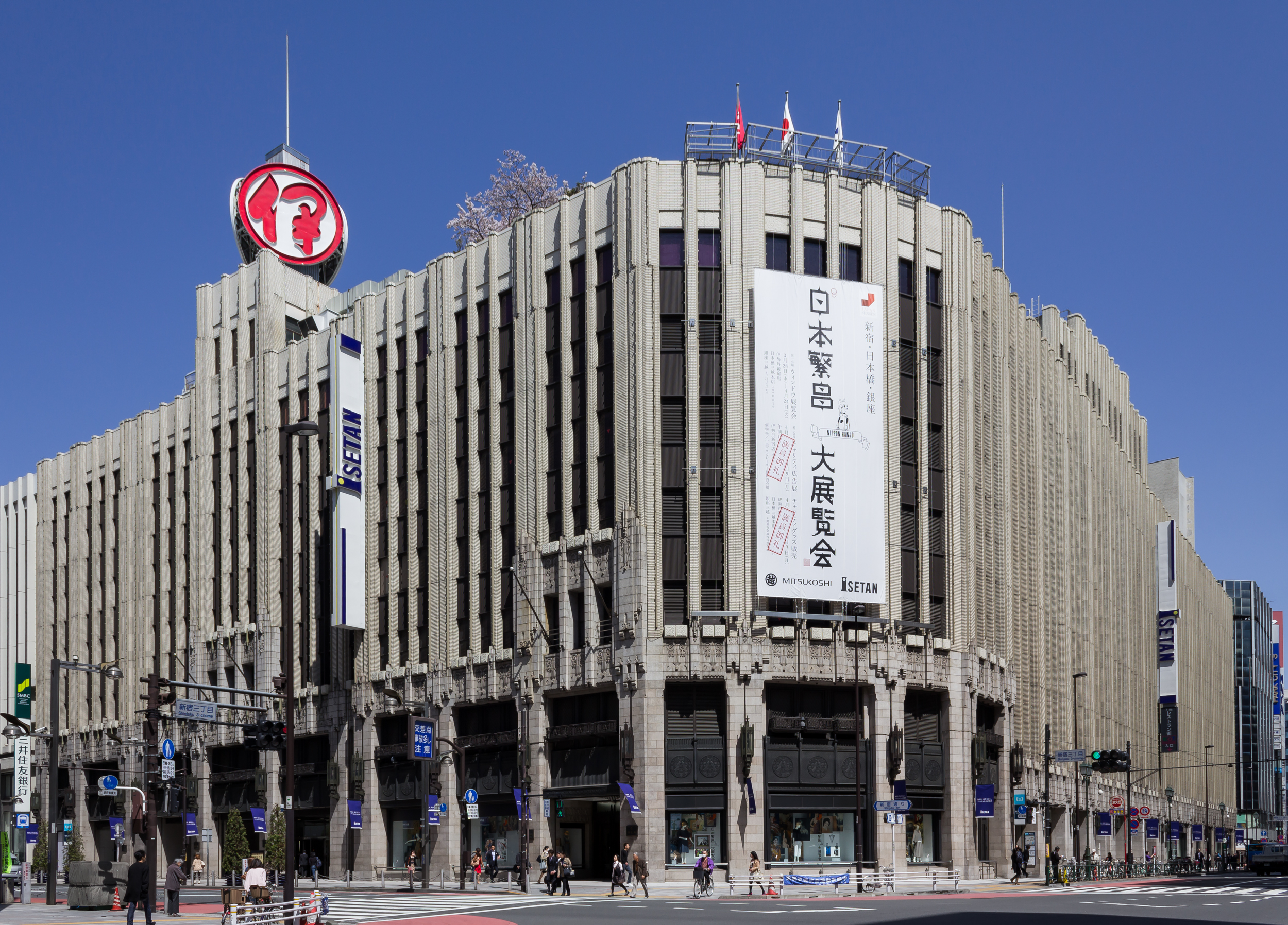
伊勢丹新宿店

- 三越日本橋本店
- 銀座店

三越専門館事業部
- 太陽城ALTA （東京，池袋）

### 伊勢丹
- 伊勢丹（本店）
- 立川店
- 浦和店

## 外部鏈結
- 三越・伊勢丹線上商店 （日語）